# 타키자와 쿠미코
타키자와 쿠미코(일본어: 滝沢 久美子 たきざわ くみこ[*], 1952년 8월 21일~2022년 6월 11일)는 일본의 여자 성우이다. 도쿄도 출신이며, 프로덕션 바오밥을 거쳐 81프로듀스 소속으로 활동하였다.
2022년 6월 11일 심장마비로 사망하였다.

## 출연작
- 개구리 중사 케로로
- 괴물군
- 공상과학세계 걸리버보이(게임) - 할렐루야
- 꼬마 마법사 레미 - 후지와라 레이코(후지와라 하즈키의 외할머니)
- 꿈빛 파티시엘 - 아누크
- 날아라 호빵맨
- 내일의 나쟈 - 앨런, 쟝의 어머니, 원장
- 닐스의 이상한 여행 - 아기다람쥐, 아기토끼
- 다마고치! 꿈 키라 드림 - 점쟁이 할머니
- 더★울트라맨 - 아미아
- 레슬러군단 성전사 로빈주니어 - 대요녀G라
- 마동왕 그랑조트 - 스나비, 힐다 엄마, 사유리
- 마신영웅전 와타루2 - 하테나
- 마법의 엔젤 스위트 민트 - 왕비, 이안, 메기
- 마잇칭구 마치코 선생님 - 나가사키 마도카
- 명탐정 코난 - 사사모토 히데코(688화 엑스트라)
- 뱀파이어 헌터 - 레이레이, 링링의 어머니
- 베리베리 뮤우뮤우
- 붉은 광탄 질리온 - 우파우파, 소랄, 프랑소와즈 로렌
- 소공녀 세라 - 라비니아의 어머니
- 슈퍼꼬마 퍼맨 - 미유키, 선생님
- 신비한 바다의 나디아 - 그랑디스
- 신슈이매변 - 오모카게 다유
- 웨딩피치 - 타마노 아케미(타마노 히나기쿠의 어머니)
- 오소마츠 군 - 치비타의 어머니,하나코
- 우주선 사지타리우스 - 루나 공주
- 우주에서 온 모자코 - 피테칸의 어머니
- 얏타맨 - 쵸코, 파고,길더, 얏타 판다
- 유유백서 - 미나미노 시오리(쿠라마의 엄마)
- 유리가면(1984) - 야마자키 유코
- 은하표류 바이팜 - 루치아 프리스테
- 은하영웅전설 - 하이드리히 랑의 부인
- 은하영웅전설 Die Neue These - 코넬리아 윈저
- 육신합체 갓마즈 - 루이
- 지옥소녀-쿠레나이 미도리
- 최강로보 다이오쟈 - 샤샤 엘레나
- 제2차 슈퍼로봇대전 Z 재세편 - 암브론 지우스
- 초시공세기 오거스 - 샤이아 토브
- 캐릭캐릭 체인지
- 코미양은 커뮤증입니다 - 코미 유이코 (쇼코의 할머니)
- 태양의 사자 철인 28호 - 시키시마 마키코
- 학교괴담 - 하지메의 어머니
- 한월일등 : 악령참 - 쿠레나이, 치도리